# 黄天杰
黄天杰，男，武警少將，中共黨員，中華人民共和國政治、軍事人物

## 生平
歷任武警新疆维吾尔总队南疆指挥部政治委员、武警云南省总队政治委员，并任总队党委书记。2019年12月晉升少將警銜。 